# Jettenhöhle

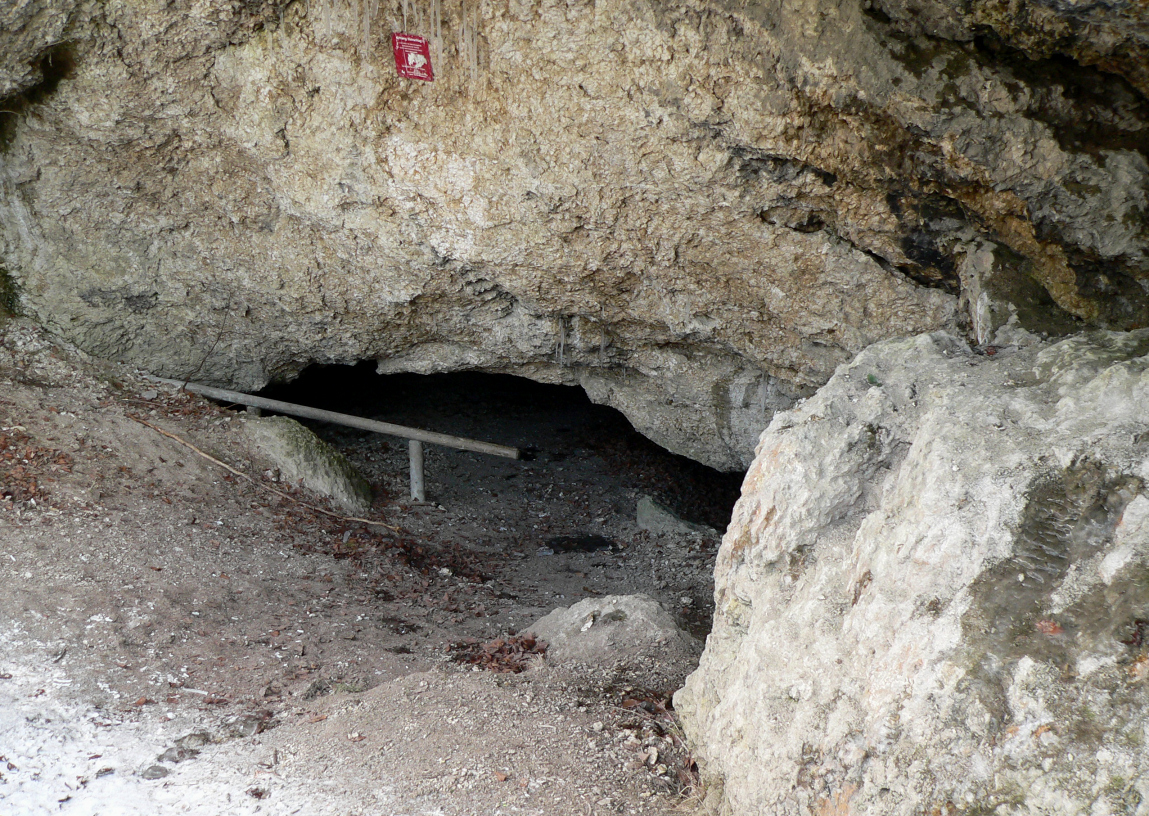
Höhleneingang

Die Jettenhöhle ist eine Gipshöhle im Naturschutzgebiet Gipskarstlandschaft Hainholz bei Düna, die nicht besichtigt werden kann. Mit ihren über 600 Meter langen Gängen, von denen etwa 160 Meter begehbar sind, ist sie die größte Höhle im Gebiet des Hainholzes. Ihr Eingang befindet sich am Rande eines großen Erdfalls in einer bewaldeten und intensiv verkarsteten Landschaft.

## Lage
Die Höhle liegt im Naturschutzgebiet Gipskarstlandschaft Hainholz, das einen repräsentativen Bestandteil der Gipskarstlandschaft des Südharzes darstellt. Es finden sich auf engem Raum die typischen Formen einer Karstlandschaft, wie Erdfälle, Dolinen, Bachschwinden und eine Reihe von Höhlen. Eine weitere größere Höhle im Hainholz ist die Marthahöhle.

## Geschichte
Die erste urkundliche Erwähnung der Höhle erfolgte in einer Katlenburger Urkunde 1308 als Gettenhelle; diese Erwähnung ist eine der ersten überlieferten Nennungen einer Höhle. Die Kurhannoversche Landesaufnahme des 18. Jahrhunderts bezeichnet sie als „Gettenhöhle“ und auch „Götzenhöhle“. Der Name stammt nicht vom weiblichen Vornamen (Kosenamen) Jette für Henriette, wie in einer Sage überliefert, sondern ist eine einfache Flurbezeichnung, bei der aus "die Höhle bei den Getten (Löcher = Erdfällen"), "Gettenhelle" wurde.
Gegen Ende des Zweiten Weltkriegs war die Höhle zur Untertage-Verlagerung von kriegswichtigen Anlagen der deutschen Rüstungsindustrie unter der Bezeichnung U-Verlagerung "Ör" vorgesehen. Zu diesem Zwecke wurde die Höhle am 22. Dezember 1944 gesperrt. Nach einem Umbau sollte die Firma Winkel aus Göttingen auf 2.500 m² feinmechanische Rüstungsgeräte herstellen. Das Vorhaben kam über die Planungen nicht hinaus.

## Beschreibung

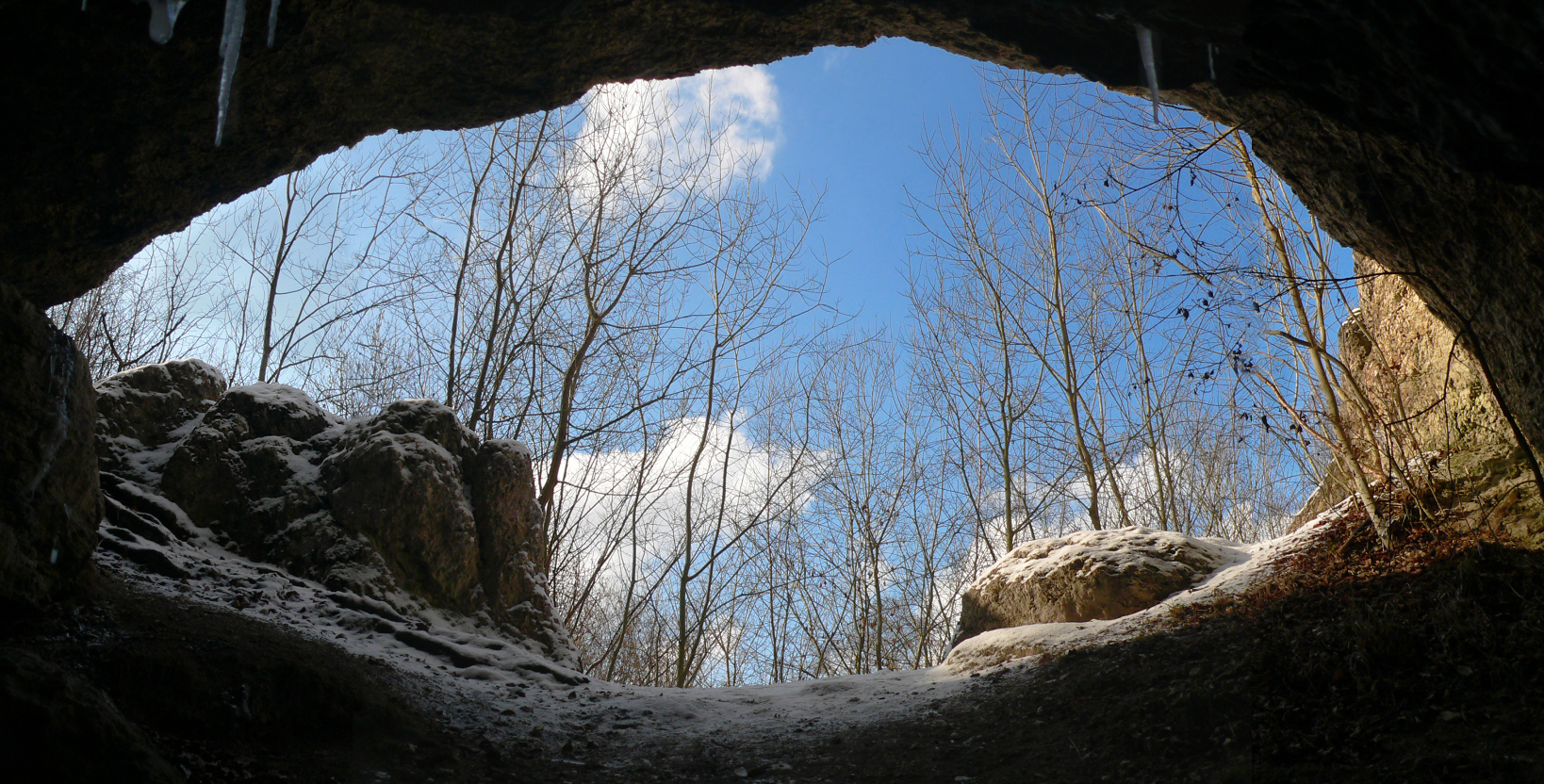
Eingang der Höhle von innen

Die Höhle besitzt ein weit sichtbares Portal am Rande eines Karsttales. Der flache, nur 1 Meter hohe Höhleneingang ist 5 Meter breit. Die Höhle ist sehr großräumig und hat in Ost-West-Richtung eine Länge von ca. 160 Meter und eine Nord-Süd-Erstreckung von bis zu 50 Meter. Die gesamte Ganglänge mit allen Kriechgängen beträgt 750 Meter. Sie ist die siebtlängste Sulfathöhle Deutschlands. Bei den einzelnen Innenräumen handelt es sich um die 20 Meter breite Romarhalle, den 30 Meter breiten und 9 Meter hohen Kreuzdom, die Jettenstube mit einem Verbruchberg und den 1,7 Meter tiefen Pfeilersee, den Hübichsaal, den Lauggang, die Blockkluft sowie die Sandspalte. Am Ende der Höhle führt ein enger, 13 m hoher Schlot an die Erdoberfläche. Da innerhalb der Höhle erhebliche Steinschlaggefahr besteht, ist das Betreten nicht gestattet.
In der Jettenhöhle gibt es seltene und bedrohte Tierarten, die sich vor allem am Eingang und im hinteren Bereich des Schlotes finden. Es handelt sich um Molche, Feuersalamander, Kröten und Fledermäuse. Darüber hinaus gibt es echte Höhlentiere wie Flohkrebse und Springschwänze.

## Sagen

### Namensentstehung
Als im Dreißigjährigen Krieg die Schweden im Land waren, versteckten sich die Bewohner der Siedlungen Düna und Hörden in einer großen Höhle im Hainholz, das zwischen den beiden Dörfern lag. Dabei wurde ein Kind geboren und die Höhle wurde nach der Vornamen der Mutter Jette benannt.

### Zwergen-Sage
In der Jettenhöhle wohnten Zwerge, die bei den Bauern nicht beliebt waren, da sie großen Schaden an den Feldfrüchten in der Umgebung anrichteten. Ein Bauer aus Hörden hatte an der Jettenhöhle ein Feld Erbsen, das von den Zwergen geplündert und zertreten worden war. Ein Nachbar wusste, dass sie sich Nebelkappen aufsetzen und dann unsichtbar sind. Eines Tages entdeckte der Bauer mit Hilfe eines Stocks auf seinem Feld einen alten, dürren Zwerg. Er trug um den Hals einen Beutel mit Erbsenschoten. Der Bauer schimpfte und der Zwerg versprach, den Schaden wieder gutzumachen. Der Bauer sollte am nächsten Tage um die gleiche Zeit wieder dort sein und dann stünde ein Sack für ihn bereit. Der bestohlene Bauer ließ den Zwerg laufen und kam am nächsten Tag wieder. Es stand tatsächlich ein gefüllter Sack vor dem Erbsenfeld. Aber der Bauer war enttäuscht, als er nur altes Eisen darin fand. Groß war seine Freude, als sich das alte Eisen daheim in pures Gold verwandelt hatte.